# Бранка Петрич
Бранка Петрич (серб. Бранка Петрић; * 17 квітня 1937, Новий Винодольський, Королівство Югославія) — югославська та сербська акторка.
Почала акторську кар'єру 1960 року й відтоді зіграла в понад 70 фільмах.
Була одружена з відомим сербським актором Бекімом Фехмію.

## Вибрана фільмографія
| Рік  | Назва                 | Роль         | Примітки |
| ---- | --------------------- | ------------ | -------- |
| 2014 | Острів кохання        | мадам Ганцль |          |
| 1984 | Балканський шпигун    | журналістка  |          |
| 1984 | Невловиме літо 68-го  | Лепосава     |          |
| 1962 | Сибірська леді Макбет | тітка        |          |